# Boissey (Calvados)
Pour les articles homonymes, voir Boissey.
Boissey est une ancienne commune française, située dans le département du Calvados en région Normandie, devenue le 1er janvier 2017 une commune déléguée au sein de la commune nouvelle de Saint-Pierre-en-Auge. Boissey est peuplée de 201 habitants (les Boisséens).

## Géographie
| Vieux-Pont-en-Auge, Bretteville-sur-Dives (par un angle) | Vieux-Pont-en-Auge | Castillon-en-Auge           |
| Hiéville                                                 | Boissey            | Sainte-Marguerite-de-Viette |
| Mittois                                                  | Mittois            | Sainte-Marguerite-de-Viette |

## Toponymie
Le toponyme est attesté sous les formes Buxeio entre 1121 et 1128, Buxeum en 1133. 
Il est issu du latin buxus, « buis »,. « Lieu planté de buis ».

## Histoire
Le 1er janvier 2017, Boissey intègre avec douze autres communes la commune de Saint-Pierre-en-Auge créée sous le régime juridique des communes nouvelles instauré par la loi no 2010-1563 du 16 décembre 2010 de réforme des collectivités territoriales. Les communes de Boissey, Bretteville-sur-Dives, Hiéville, Mittois, Montviette, L'Oudon, Ouville-la-Bien-Tournée, Sainte-Marguerite-de-Viette, Saint-Georges-en-Auge, Saint-Pierre-sur-Dives, Thiéville, Vaudeloges et Vieux-Pont-en-Auge deviennent des communes déléguées et Saint-Pierre-sur-Dives est le chef-lieu de la commune nouvelle.

## Politique et administration

### Liste des maires
| Période                                  | Période               | Identité             | Étiquette | Qualité                |
| ---------------------------------------- | --------------------- | -------------------- | --------- | ---------------------- |
| Les données manquantes sont à compléter. |                       |                      |           |                        |
| ca. 1925                                 |                       | Léon Roussel         |           |                        |
| ca. 1938                                 |                       | Léon Lebourgeois     |           | Fromager, propriétaire |
| Les données manquantes sont à compléter. |                       |                      |           |                        |
| ca. 1967                                 |                       | Henri Langlais       |           |                        |
| juillet 1969                             | avril 1975 (décès)    | Juliette Lebourgeois |           | Fromagère et éleveuse  |
| Les données manquantes sont à compléter. |                       |                      |           |                        |
|                                          |                       | M. Langlais          |           |                        |
| mars 1977                                | mai 1994 (décès)      | Maurice Bisson       |           | Propriétaire éleveur   |
| 1994                                     | mars 2001             | Serge Guibé          |           | Agriculteur retraité   |
| mars 2001                                | août 2012 (démission) | Françoise Mabille    | SE        | Retraitée du commerce  |
| septembre 2012                           | décembre 2016         | Philippe Desforges   |           | Agriculteur            |

Le conseil municipal est composé de onze membres dont le maire et deux adjoints.

### Liste des maires délégués
| Période      | Période      | Identité           | Étiquette | Qualité     |
| ------------ | ------------ | ------------------ | --------- | ----------- |
| janvier 2017 | juillet 2020 | Philippe Desforges | SE        | Agriculteur |
| juillet 2020 | En cours     | François Buffet    | SE        | Agriculteur |

## Démographie
L'évolution du nombre d'habitants est connue à travers les recensements de la population effectués dans la commune depuis 1793. À partir du 1er janvier 2009, les populations légales des communes sont publiées annuellement dans le cadre d'un recensement qui repose désormais sur une collecte d'information annuelle, concernant successivement tous les territoires communaux au cours d'une période de cinq ans. 
Pour les communes de moins de 10 000 habitants, une enquête de recensement portant sur toute la population est réalisée tous les cinq ans, les populations légales des années intermédiaires étant quant à elles estimées par interpolation ou extrapolation. Pour la commune, le premier recensement exhaustif entrant dans le cadre du nouveau dispositif a été réalisé en 2004,.
En 2021, la commune comptait 201 habitants, en évolution de −13,73 % par rapport à 2015 (Calvados : +1,58 %, France hors Mayotte : +2,49 %).
Boissey a compté jusqu'à 490 habitants en 1806.
| 1793 | 1800 | 1806 | 1821 | 1831 | 1836 | 1841 | 1846 | 1851 |
| ---- | ---- | ---- | ---- | ---- | ---- | ---- | ---- | ---- |
| 468  | 353  | 490  | 467  | 445  | 450  | 442  | 428  | 421  |

| 1856 | 1861 | 1866 | 1872 | 1876 | 1881 | 1886 | 1891 | 1896 |
| ---- | ---- | ---- | ---- | ---- | ---- | ---- | ---- | ---- |
| 429  | 393  | 422  | 405  | 420  | 416  | 434  | 423  | 390  |

| 1901 | 1906 | 1911 | 1921 | 1926 | 1931 | 1936 | 1946 | 1954 |
| ---- | ---- | ---- | ---- | ---- | ---- | ---- | ---- | ---- |
| 405  | 400  | 383  | 393  | 380  | 311  | 311  | 285  | 269  |

| 1962 | 1968 | 1975 | 1982 | 1990 | 1999 | 2004 | 2009 | 2014 |
| ---- | ---- | ---- | ---- | ---- | ---- | ---- | ---- | ---- |
| 282  | 247  | 236  | 216  | 202  | 206  | 169  | 215  | 233  |

| 2018 | - | - | - | - | - | - | - | - |
| ---- | - | - | - | - | - | - | - | - |
| 208  | - | - | - | - | - | - | - | - |

## Lieux et monuments
- L'église Saint-Julien, abritant un ensemble maitre-autel-retable-tabernacle-tableau-porte-peintures du XVIIIe siècle classé à titre d'objet aux Monuments historiques[16].
- Le manoir de Boissey (XVIe siècle) dont le corps de logis s'ouvre sur un jardin à la française autour duquel s'organise un ensemble de communs, cidrerie, lavoir, écuries en colombages aux soubassements de pierre[17], est représentatif de l'architecture à pans de bois du pays d'Auge[18] et de son évolution sur une période de cinq siècles réunis dans un même lieu.

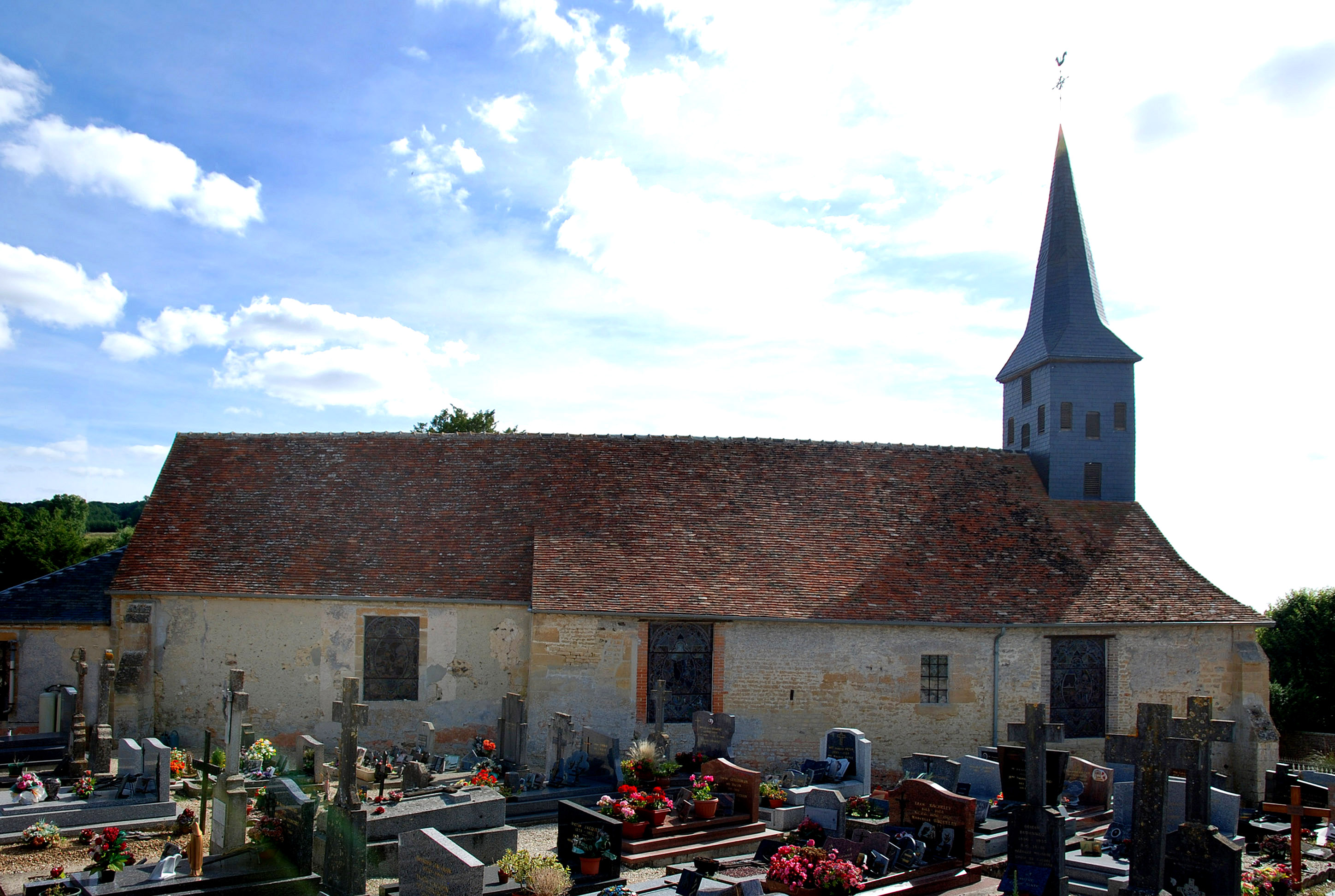
L'église Saint-Julien.
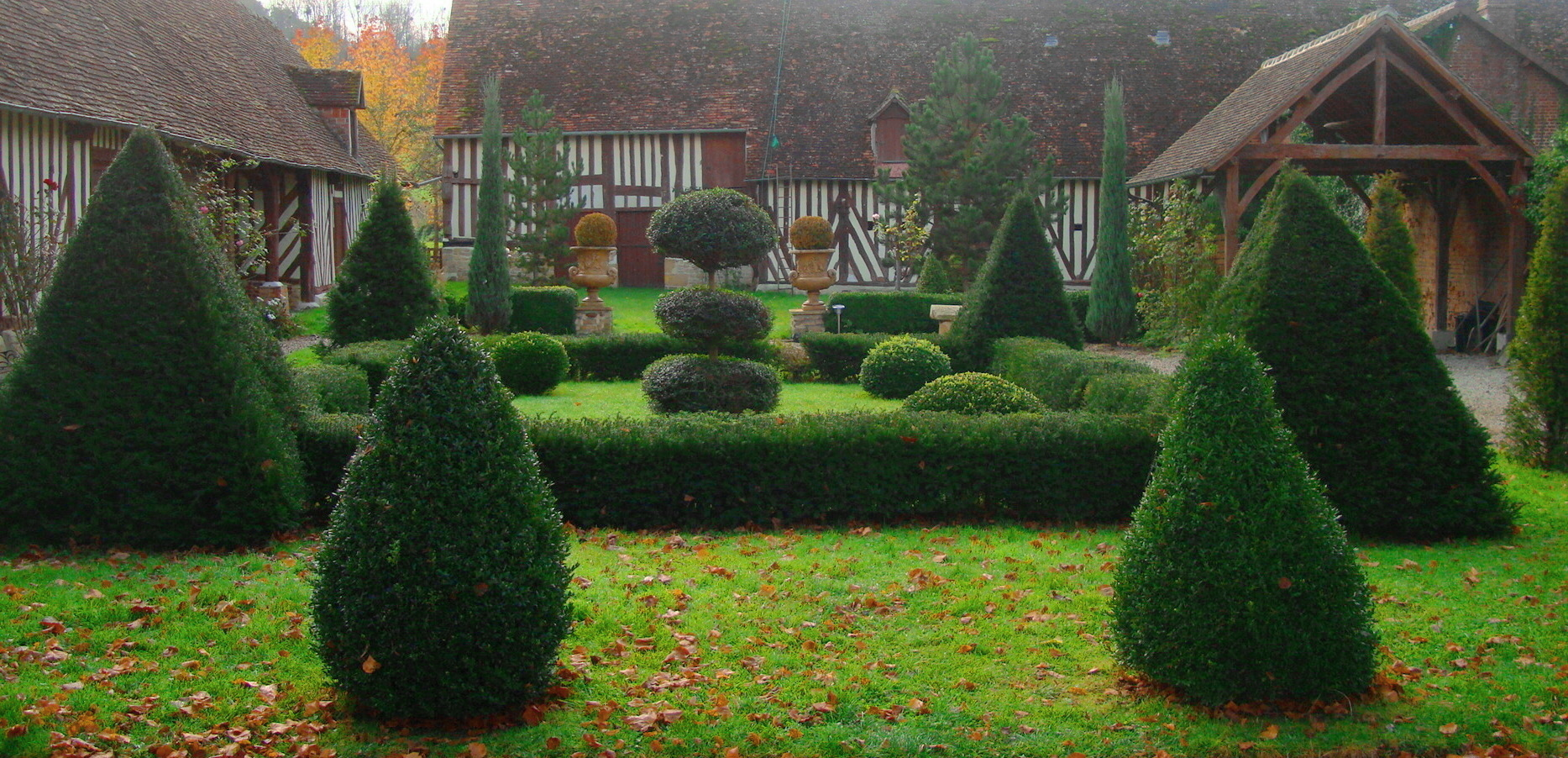
Jardin à la française.
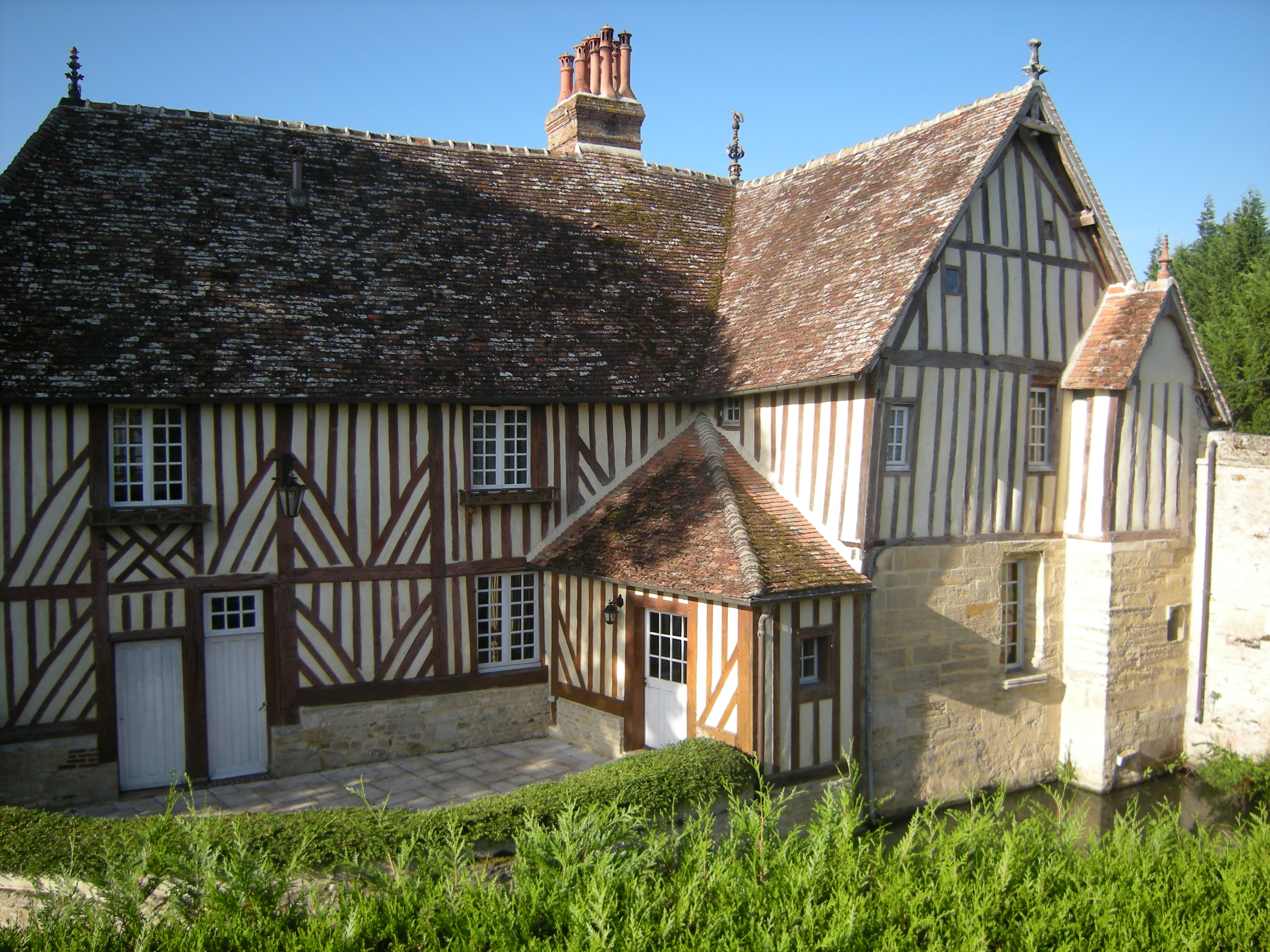
Façade sur douves en eaux vives.
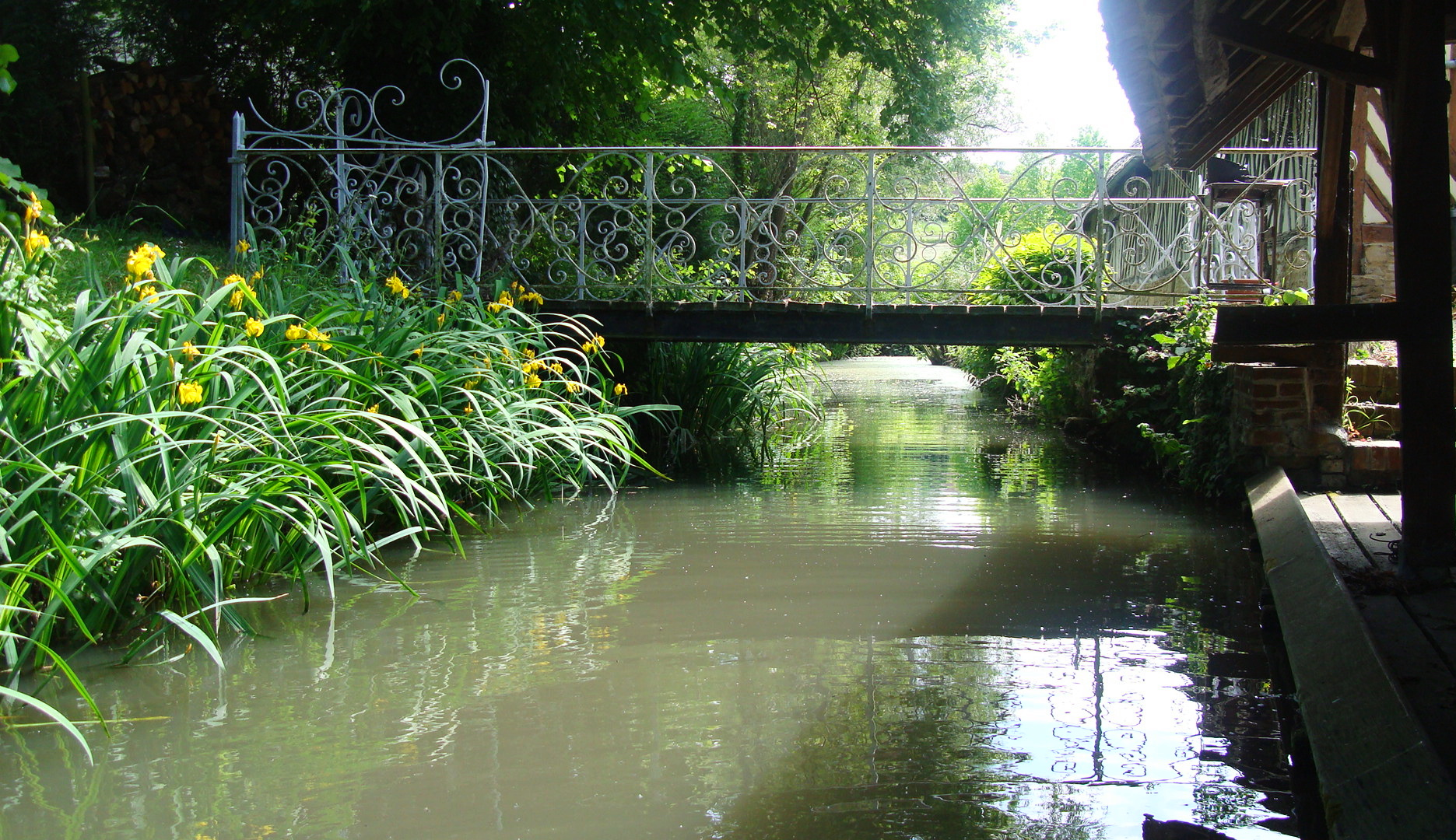
Douves alimentées par le ruisseau de la Fontaine Saint-Julien.